# أرون شي
أرون شي (بالإنجليزية: Aaron Shea)‏ هو لاعب كرة قدم أمريكية أمريكي، ولد في 5 ديسمبر 1976 في أوتاوا في الولايات المتحدة.

## وصلات خارجية
- أرون شي على موقع مرجع كرة القدم المحترفة.كوم (الإنجليزية)